# Kurt Vogel (Mathematikhistoriker)
Kurt Vogel (* 30. September 1888 in Altdorf bei Nürnberg; † 27. Oktober 1985 in München) war ein deutscher Mathematikhistoriker.

## Leben und Werk
Vogel besuchte das Gymnasium in Ansbach und studierte 1907 bis 1911 Mathematik und Physik in Erlangen (bei Max Noether, Paul Gordan, Erhard Schmidt) und Göttingen (bei Felix Klein, David Hilbert, Otto Toeplitz). 1911 legte er sein Lehramtsexamen ab. Nach einer Zeit von 1913 bis 1920 als Offizier war er Lehrer an der Ludwigs-Realschule in München. 1927 bis 1954 war er Lehrer (Gymnasialprofessor) am Maximiliansgymnasium München, wo zu seinen Schülern der spätere Politiker Franz Josef Strauß gehörte. Daneben war er nach seiner Habilitation 1933 (Beiträge zur Geschichte der griechischen Logistik) ab 1936 Privatdozent und ab 1940 außerplanmäßiger Professor an der Universität München, wo er 1963 das Institut für Geschichte der Naturwissenschaften und Mathematik begründete (nachdem vorher eine eigene Abteilung am mathematischen Institut bestand) und leitete. Obwohl 1963 offiziell pensioniert, war er noch bis 1970 an der Universität München tätig.
Vogel beschäftigte sich mit mathematischen Texten (Rechenbüchern) aus Byzanz, dem Papyrus Rhind (über den er 1929 u. a. bei Heinrich Wieleitner an der Universität München promovierte – Die Grundlagen der ägyptischen Arithmetik in ihrem Zusammenhang mit der 2:n Tabelle im Papyrus Rhind), griechischer und babylonischer Mathematik. Noch in Göttingen lernte er im Selbststudium ägyptische Hieroglyphen, was er an der Universität München 1927 bei Wilhelm Spiegelberg fortsetzte. Er war aber auch ein Pionier in der Erforschung babylonischer Mathematik (worüber er mit Otto Neugebauer korrespondierte) und beschäftigte sich mit deutschen Rechenbüchern des 15. und 16. Jahrhunderts, teilweise aus der Bayerischen Staatsbibliothek. Er edierte z. B. das Bamberger Rechenbuch von 1485 und den Algorismus Ratisbonensis (um 1450). 1963 veröffentlichte er eine Übersetzung von Al-Chwarizmis Algorismus, dem frühesten islamischen Rechenbuch mit Dezimalziffern. Später lernte er noch Chinesisch und gab eine Übersetzung der Neun Bücher arithmetischer Technik Jiu Zhang Suanshu (1968) heraus, eines der Zehn Mathematischen Klassiker in China.
Vogel war mit Helmuth Gericke und Karin Reich Bearbeiter der Neuausgabe der Geschichte der Elementarmathematik von Johannes Tropfke (ab 1980), nachdem er Tropfke bei dessen 3. Auflage in den 1930er Jahren schon unterstützt hatte.
Er war ab 1957 Mitglied der Deutschen Akademie der Naturforscher Leopoldina und ab 1931 der Académie internationale d’histoire des sciences in Paris, deren Vizepräsident er 1977 bis 1981 war. 1969 wurde Vogel mit der George-Sarton-Medaille ausgezeichnet, dem höchst renommierten Preis für Wissenschaftsgeschichte der von George Sarton und Lawrence Joseph Henderson gegründeten History of Science Society (HSS).

## Schriften
- Die Grundlagen der ägyptischen Arithmetik in ihrem Zusammenhang mit der 2:n-Tabelle des Papyrus Rhind. Beckstein, München 1929, (Zugleich: München, Universität, Dissertation, 1929).
- Beiträge zur griechischen Logistik. In: Sitzungsberichte der mathematisch-naturwissenschaftlichen Abteilung der Bayerischen Akademie der Wissenschaften zu München. 1936, S. 357–472, (Digitalisat).
- Vorgriechische Mathematik. 2 Bände. Schroedel u. a., Hannover u. a. 1958–1959;
  - Band 1: Vorgeschichte und Ägypten (= Mathematische Studienhefte für den mathematischen Unterricht an höheren Schulen. 1, ZDB-ID 255205-X). 1958;
  - Band 2: Die Mathematik der Babylonier (= Mathematische Studienhefte für den mathematischen Unterricht an höheren Schulen. 2). 1959.
- Der Trienter Algorismus von 1475. In: Nova Acta Leopoldina. Neue Folge, Band 27, 1963, S. 183–200.
- Rückschau auf 40 Jahre Mathematikgeschichtsforschung. In: Bernhard Sticker, Friedrich Klemm (Hrsg.): Wege zur Wissenschaftsgeschichte. Lebenserinnerungen von Franz Hammer, Joseph E. Hofmann, Adolf Meyer-Abich, Martin Plessner, Hans Schimank, Johannes Steudel und Kurt Vogel (= Beiträge zur Geschichte der Wissenschaft und der Technik. 10, ISSN 0522-6570). Steiner, Wiesbaden 1969, S. 145–153.

## Auszeichnungen
- 1964: Bayerischer Verdienstorden